# Ko Sichang
Ko Sichang (en tailandés: เกาะสีชัง) es un distrito (Amphoe) de la provincia de Chonburi, Tailandia. Consiste en la isla de Ko Sichang y sus islas adyacentes. Ko Sichang se encuentra en el Golfo de Tailandia, a 12 km de la costa occidental del distrito Si Racha-
Los reyes Rama IV, V y VI utilizaron la isla para su descanso. El rey Rama V inició la construcción de un palacio real de verano, llamado "Palacio Phra Chuthathut" (en tailandés:พระจุฑาธุชราชฐาน) después de que su hijo, naciera en esta isla. Esta residencia real fue abandonada en 1893 después que los franceses ocuparon la isla durante un conflicto con Tailandia por el control de la vecina Laos. En 1900, el palacio fue demolido y vuelto a montar en Bangkok, donde ahora se denomina Palacio de Vimanmek.
La isla fue originalmente un distrito menor en el distrito de Mueang parte a su vez de la provincia de Samut Prakan. El 1 de enero de 1943 fue reasignado al distrito Si Ratcha de la provincia de Chonburi. El 4 de julio de 1994 el distrito menor pasó a ser un distrito.